# لیلبرن، نورث‌آمبرلند
لیلبرن (به انگلیسی: Lilburn) یک روستا و محله مدنی در بریتانیا است که در نورث‌آمبرلند واقع شده‌است. لیلبرن ۱۳۸ نفر جمعیت دارد.